# Леонов, Аполлинарий Николаевич
Аполлинарий Николаевич Лео́нов (1929—2015) — врач, патофизиолог, педагог, доктор медицинских наук (1966), профессор (1966), изобретатель, заслуженный деятель науки РСФСР (1991), автор адаптационно-метаболической теории гипербарической медицины.

## Биография и карьера
Родился 1 марта 1929 года в селе Новинское (ныне Ново-Николаевский район, Волгоградская область. 
В 1953 году окончил лечебный факультет Сталинградского медицинского института. С 1956 по 1965 занимал должность ассистента, доцента кафедры патологии, физиологии. С 1962 по 1965 работал проректором. В 1993 году основал научно-практический журнал «Бюллетень гипербарической биологии и медицины» и стал его главным редактором. В 1965 году стал заведующим кафедрой и проработал в этой должности до 1999 года. В 1999 году стал профессором кафедры патофизиологии (1965—1999). Одновременно занимал должность декана лечебного факультета (1967—1970) Воронежского государственного медицинского института им. Н. Н. Бурденко (Воронежской государственной медицинской академии им. Н. Н. Бурденко).
Стаж работы в профессии — 57 лет.

## Научная деятельность
Леонов А. Н. — основатель Воронежской научной школы по гипербарической медицине, оказавшей существенное влияние на развитие гипербарической оксигенации (ГБО) в мире.
В 80-х годах прошлого века А. Н. Леонов писал: «Гипербарический кислород и фармакологические средства могут иметь общую точку приложения в метаболических системах. Отношения гипербарического кислорода и лекарственных веществ могут быть конкурирующими (антогонистическими), содружественными (синергическими) и аккумулирующими эффекты друг друга».
«Экспериментальные исследования, выполненные с 1965 г. Под руководством А. Н. Леонова» на кафедре патофизиологии Воронежского ГМИ им. Н. Н. Бурденко способствовали созданию адаптационно -метаболической теории гипербарической медицины, отражающей эволюционную роль кислорода как естественного универсального адаптогена, обеспечивающего высокоэнергетический потенциал для роста, развития и функционирования эукариотических биологических систем потребления кислорода, его транспорта и самозащиты организма от окислительного разрушения. Аргументированная теория позволила решить ряд научно — практических задач. Приоритет Воронежской школы утвердился по таким направлениям, как определение чувствительности организма к гипербарическому кислороду, раскрытие особенностей механизма трансмембранной диффузии кислорода в условиях ГБО, повышение резистентности оксигенированного организма при инфекционной и неинфекционной агрессии, остром абсцессе лёгкого, остром аллергическом гломерулонефрите и других заболеваниях. Достижения школы широко представлены на международных научных форумах пофундаментальной и прикладной медицине".
Данная теория не встретила активной поддержки среди соотечественников в 90-х годах. Тем не менее, на западе теория гипербарической медицины получила большое признание и дальнейшее развитие.

## Идея и подход
Леоновский подход к эволюционной роли кислорода как преобразователю биосферы позволил по-иному взглянуть на превращение древней прокариотической клетки в эукариотическую, уточнить симбиотическую теорию происхождения митохондрий. Основываясь на леоновском положении, что реактивность нормальной и патологической клетки на гипероксическое и/или гипоксическое воздействие различается качеством биологической целесообразности его последователями сформулировано представление о рефрактерности к гипероксии, как одном из биологических эффектов ГБО и определены её типы. Это имеет важное значение для клиники, равно как гипероксическая дилатация лёгочных сосудов и вазоконстрикторный эффект ГБО, представляющие собой защитно-приспособительные реакции, сформировавшиеся и закрепившиеся в процессе эволюции. Благодаря эволюционному подходу к познанию роли ГБО2, заложенного в учении А. Н. Леонова, в последнее время удалось проследить отдельные звенья генетических механизмов гипероксического саногенеза, доказать, что снижение репликативной активности клеток здорового организма при ГБО есть проявление эволюционно детерминированной защитной реакции их генетического аппарата к сверхнасыщению клетки кислородом, но не как результат повреждающего действия на клетку.

## Применение в медицине
Гипербарическая оксигенация проводится в гипербарических барокамерах. Её применяют при
- Воздушной или газовой эмболии
- Отравлении угарным газом, осложненном отравлением цианидами
- Газовой гангрене
- Краш — синдроме, синдроме отрыва и других острых травматических повреждениях
- Декомпрессионной болезни
- Улучшении заживления некоторых проблемных ран
- Высокой кровопотере
- Внутримозговом абсцессе
- Некротизирующей инфекции мягких тканей
- Рефрактерном остеомиелите
- Термических ожогах
- Отморожении

В последнее время все чаще назначают барокамеру ГБО при лечении последствий коронавирусной инфекции и пневмоний.

## Научные труды Леонова А.Н
Леонов А. Н. автор более 300 научных работ, в том числе книг, 14 изобретений и патентов. Наиболее известны следующие:
- «Руководство по гипербарической оксигенации: теория и практика». -Москва, 1986 (совместно с другими)
- «Элементы научной теории гипербарической медицины». — Журн. Теорет. Практ. мед 2003;1(1):7-16.
- «Руководство к практическим занятиям по патологической физиологии». — под редакцией заслуженного деятеля науки РСФСР профессора А. Н.ЛЕОНОВА, заслуженного работника высшей школы РФ профессора В. А.ВОРНОВСКОГО, доцента. М.КРЮКОВА.- Воронеж, 2005.
- Монография «Гипероксия: адаптация, саногенез».- Воронеж : Изд-во ВГМА, 2006.-190 с
- «Руководство по гипербарической медицине».- М.: "Издательство «Медицина», 2008.- С.22.
- «Гипероксия: адаптация, саногенез». — Воронеж, 2006

и другие.

## Патенты Леонова А.Н
- Способ лечения острой постгеморрагической анемии. — Союз Советских Социалистических республик.- Дополнительное к авт. свидетельству.- Заявлено 15.11.1978 с присоединением заявки. — М. — «Приоритет».- Опубликовано 23.02.1982.- Бюллетень № 7.-Дата опубликования описания.- 23.02.1982. — № 906573
- Способ лечения острого абсцесса легкого. -Союз Советских Социалистических республик.- Дополнительное к авт. свидетельству.- Заявлено 16.04.1981 с присоединением заявки.- М. «Приоритет».- Опубликовано 15.02.1983.- Бюллетень № 6.- Дата опубликования описания.- 15.02.1983. — № 995799
- Способ лечения острого гломерулонефрита -Союз Советских Социалистических республик.- Дополнительное к авт. свидетельству.- Заявлено 16.04.1981 с присоединением заявки.- М. «Приоритет».- Опубликовано.- 15.02.1983.- Бюллетень № 6.- Дата опубликования описания.-15.02.1983.- № 1003818
- Гильотина для лабораторных животных.- Союз Советских Социалистических республик. — Дополнение к авторскому свидетельству (21) 3310698/28-13 (22) 26.06.81 (46) 30.03.83. Бюл. N 12 (72) В. Н. Яковлев, А. Н. Леонов, Ф. П. Голощапов, И. И. Горлов и И. С. Олейник (71).- Воронежский государственный медицинский институт им. H. Н. Бурденко (53).- 628.315 (08 8.8) (56) Асатиани В. С.-. Ферментные методы анализа. М., «Наука, 1969, с. 74 О.- Заявка Франции ¹ 2141401, кл. А 22 В 3/00, 1978 (прототип).- № 1007654
- Способ лечения диссеминированного внутрисосудистого свертывания крови. — Союз Советских Социалистических республик. — Дополнение к авторскому свидетельству. — Бюл. № 45 (71) Воронежский государственный медицинский, институт им. Н. Н. Бурденко (72) В. В. Екимов, К. M. Резников и А. Н. Леонов (53) 615.475 (088.8) (56) Барка ган 3. С. Геморрагические заболевания и синдромы. 1980, с. 302 вЂ» 311.
- Способ лечения геморрагического шока. -СССР. -Описание изобретения к авторскому от 02.06.83, 07.07.86. — Бюл. В 25 (72)

и другие

## Награды
- орден «Знак Почёта» (1986),
- медаль Общества Красного креста и красного полумесяца (1973);
- значок «Отличнику здравоохранения» (СССР) (1989),
- заслуженный деятель науки РСФСР (1991).

Несколько раз Леонову выносились благодарности в приказах министра здравоохранения РСФСР и ректора ВГМИ им. Н. Н. Бурденко, а также поощрительные премии главы администрации г. Воронежа за подготовку молодых научно-педагогических кадров.

##### На кафедре патофизиологии ВГМА им. Н. Н. Бурденко вручены награды
- «За лучшую научную студенческую работу», на уровне медалей и дипломов международного, всесоюзного, республиканского и общероссийского достоинства.
- Диплом («Честный Диплом» — официальное название) IХ Международного конкурса «На лучшую научную студенческую работу» (Чехословакия, Прага)
- Медали академии медицинских наук СССР
- Медали министерства высшего образования РСФСР и ЦК ВЛКСМ
- Медали министерства образования и науки РСФСР
- Диплом академии медицинских наук СССР
- Дипломы министерства высшего образования и ЦК ВЛКСМ

## Общественная деятельность
Леонов А. Н. вёл активную общественную работу, был членом учёного совета ВГМА им. Н. Н. Бурденко и председателем Воронежского отделения Всероссийского научно — практического общества по патофизиологии, членом диссертационного совета академии по присуждению учёной степени доктора и кандидата медицинских наук, членом вузовской комиссии по проверке первичных материалов диссертационных исследований, членом экспертной комиссии Всероссийской Академии Наук, членом высшей аттестационной комиссии (восьмидесятые годы XX века), членом учебно — методической комиссии по патофизиологии при Министерстве Здравоохранения СССР, членом проблемной комиссии «Гипербарическая оксигенация» РАМН (Москва), членом проблемной комиссии «Научные основы реаниматологии» РАМН (Москва), членом редакционного совета журнала «Вестник интенсивной терапии», членом редакционного совета журнала «Гипербарическая физиология и медицина» (Москва), Научный руководитель вузовской научно -исследовательской программы «Общие закономерности адаптации биологических систем при гипоксических и гипероксических состояниях организма» (1975—2005).
Под руководством Леонова А. Н. было выполнено и защищено 16 докторских и 48 кандидатских диссертаций.
В составе научного патофизиологического кружка прошлых лет работали студенты, которые ныне имеют почётные звания заслуженных деятелей науки: Профессор — терапевт Э. В. Минаков, профессор — фармаколог К. М. Резников, Заслуженный работник высшей школы профессор — патофизиолог В. А. Ворновский, Заслуженный врач профессор -дерматолог Л. А. Новикова, профессор — кардиохирург (награждён «Медалью Бакулева» — выдающегося хирурга) С. А. Ковалёв.